# Кахеджет
Кахеджет — хорово имя фараона, правившего в Древнем Египте. Точно не установлено, в какой именно период он правил, поскольку его имя известно только по одной стеле, в каких-то других документах или памятниках оно не упоминается, поэтому Кахеджет считается одним из самых сложно идентифицируемых фараонов. Разные египтологи относят его правление к III династии (Древнее царство), Первому переходному периоду и даже времени правления XVIII династии (Новое царство).

## Источники

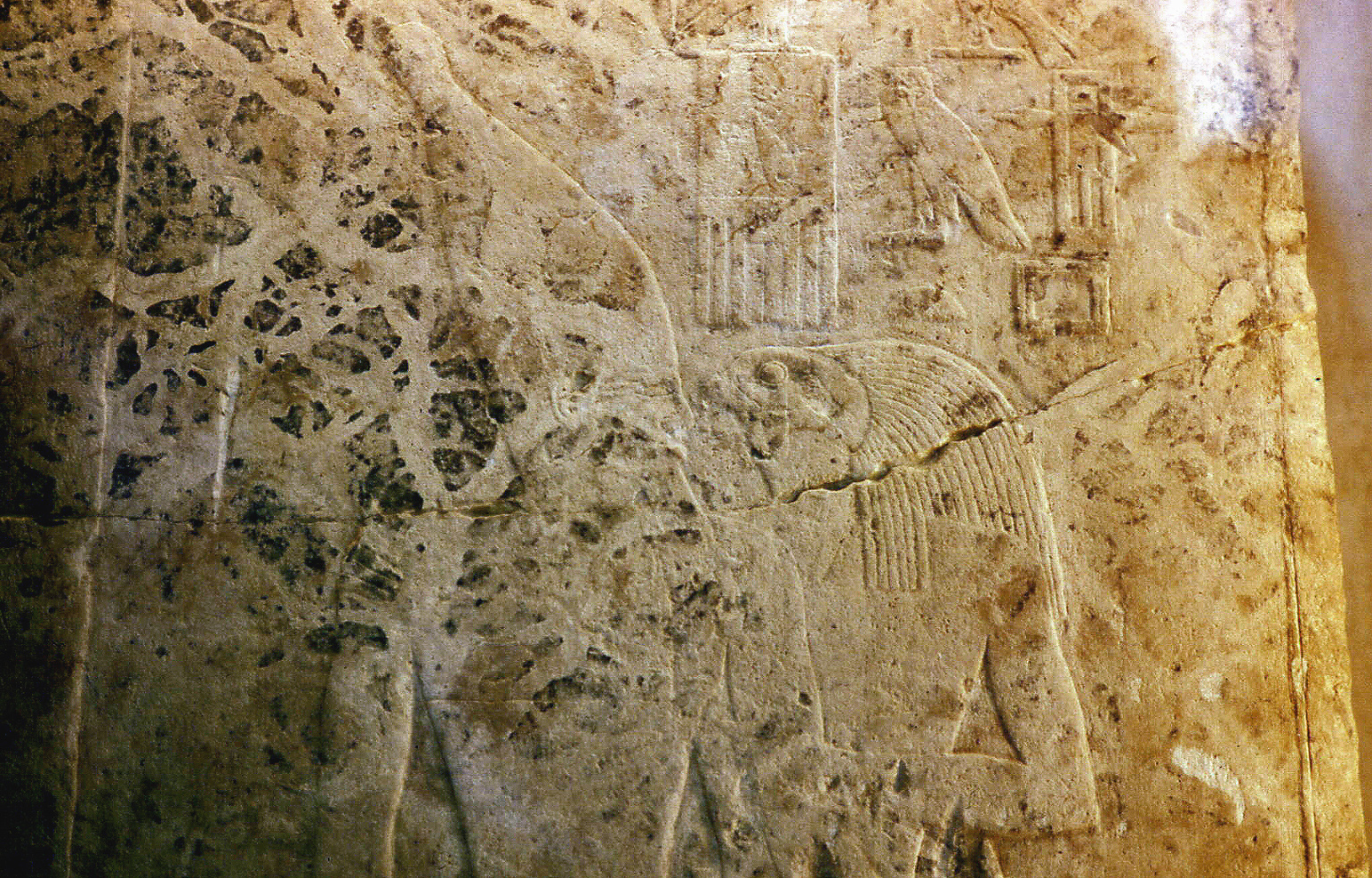
Верхная часть стелы с изображением Кахеджета

## Попытки идентификации
Разные египтологи пытались идентифицировать Кехеджета с другими известными по источникам фараонами, что вызывало трудности из-за уникальности его имени. Томас Шнайдер, Юрген фон Бекерат, Райнер Штадельманн и Дитрих Вильдунг пришли к выводу, что фараон правил в конце III династии, поскольку лицевые профили на рельефных изображениях Кахеджета и Джосера, другого фараона III династии, имеют стилистическое сходство. Тоби Уилкинскон, Иан Шоу и Набиль Свайлем, поддержавшие версию о принадлежности фараона к III династии, попытались отождествить Кахеджета с фараоном Хуни, хорово имя которого неизвестно, однако эта гипотеза другими египтологами не была принята. Ещё один египтолог, Петер Каплони, выдвинул предположение, что Кахеджет мог править во время Первого переходного периода.
Ещё двое египтологов, Жан-Пьер Пятзник и Жак Вандье, высказали сомнение, что стела могла быть создана во время правления III династии, отмечая, что техника рельефной гравировки изображения гораздо более зрелая, что предполагает её более позднее создание. Также исследователи отметили, что изображение бога, обнимающего правителя, достаточно необычно для царских памятников Древнего царства. При этом упоминание здания под названием «Большой дворец» (hwt-ˁ3.t, hut-aat) в орфографии, представленной на стеле, известно только со времени XII династии, а дизайн иероглифа сокола (символ G17 Гардинера) появляется только во время правления XVIII династии. В результате египтологи считают, что Кахеджет — это редко встречающаяся хорова форма имени фараона XVIII династии Тутмоса III.
Высказывались также предположения, что стела с изображением Кахеджета может быть современной подделкой или копией, созданной в эпоху Нового царства или в Саисский период. Последнее предположение связано с тем, что в Гелиополе существовала святыня фараона Джосера, украшенная рельефами, отдающими дань уважения III династии, но созданная гораздо позже. В эпоху Нового царства и во время Саисского периода такое почитание было нередким.